# Montes di Mercurio
Segue una lista dei montes presenti sulla superficie di Mercurio. La nomenclatura di Mercurio è regolata dall'Unione Astronomica Internazionale; la lista contiene solo formazioni esogeologiche ufficialmente riconosciute da tale istituzione.
I montes di Mercurio portano nomi legati al concetto di calore in varie lingue.

## Prospetto
| Mons           | Eponimo                     | Latitudine | Longitudine | Diametro   |
| -------------- | --------------------------- | ---------- | ----------- | ---------- |
| Caloris Montes | Calor(-is) - Parola latina. | 31,46° N   | 174,15° W   | 1023,45 km |

## Vista d'insieme
- - Nomenclatura in vigore